# Barjols
 Barjols  (Barjòu en occitano provenzal) es una población y comuna francesa, en la región de Provenza-Alpes-Costa Azul, departamento de Var, en el distrito de Brignoles y cantón de Barjols.

## Demografía
| 2228 | 2150 | 2092 | 2016 | 2166 | 2414 | 3041 |
| Para los censos de 1962 a 1999 la población legal corresponde a la población sin duplicidades (Fuente: INSEE [Consultar]) |      |      |      |      |      |      |